# Frukton
A frukton színtelen, átlátszó, egzotikus illatú folyadék, melyet az illatszeripar hasznosít. Gyümölcsös, almaszerű illata van, fás, ananász, eper hatással.

## Előállítás[1]
Folyadékfázisban etil-acetoacetát(en) és glikol katalizátoros reakciójával:
|  | {\displaystyle \mathrm {+} } |  | {\displaystyle {\stackrel {\mathrm {kat.} }{\longrightarrow }}} |  | {\displaystyle \mathrm {+\ H_{2}O} } |

70°C-on 30 perc alatt az etil-acetoacetátnak kb. 70%-a alakul át, és az arány később sem nő. 90°C-on ez 80%, 90 perc után közel 100%.
A katalizátort szűréssel választják el, és regenerálás nélkül újrafelhasználható.